# Anaïde Rozam
Anaïde Roland-Manuel dite Anaïde Rozam est une comédienne et scénariste française, née le 20 janvier 1997 à Paris.

## Biographie
Anaïde Rozam naît dans le 14e arrondissement de Paris d'une mère d'origine marocaine, chef comptable pour une association, soeur de l'acteur Roschdy Zem et de Gilles Roland-Manuel, pédopsychiatre spécialisé dans l'autisme, par ailleurs co-créateur du magazine Le Papotin. Ses parents se séparent quand elle a huit mois et elle grandit à Paris dans le 11e puis le 20e arrondissement. Elle découvre sa vocation de comédienne grâce à l'option théâtre du lycée Saint-Sulpice puis prend des cours de théâtre de 2016 à 2018 à l'école Les Enfants Terribles, en parallèle d'études de psychologie à l'université,.
Elle rencontre le public avec ses vidéos sur Instagram, où depuis 2019 elle se filme elle-même chez elle, composant une galerie de personnages récurrents. Ces vidéos lui permettent d'être repérée par le monde du cinéma, notamment par Leïla Bekhti qui lui présente son agent. Elle co-écrit ensuite pour Canal+ la mini-série Clothilde fait un film dans lequel elle tient également le rôle éponyme, puis enchaîne les rôles au cinéma. Elle fait ses premiers pas dans un long-métrage devant la caméra de Jacques Audiard pour Les Olympiades, où elle tient un petit rôle.
On la retrouve également sur l'album de Ben Mazué Paradis en 2020 où elle chante en duo Semaine A / Semaine B.
En 2024, elle joue le rôle d'Isabelle de Rochechouart, inspiré d'Alexia Laroche-Joubert, personnage principal de la série Culte, en six épisodes.

### Vie privée
À l'occasion de la sortie du film Les Miens de Roschdy Zem, elle révèle tenir dans le film un rôle inspiré de sa propre vie : en effet, elle y joue Anna, la nièce du personnage de Ryad incarné par Roschdy Zem, or elle est effectivement la nièce de l'acteur-réalisateur, frère de sa mère,.

## Filmographie

### Actrice

#### Courts-métrages
- 2019 : Ce soir ou jamais de Joseph Lantigny : Hasna (sous le nom Anaïde Zamzem)
- 2019 : Lovers d'Alexandre Brisa
- 2021 : Le Sang de la veine de Martin Jauvat : Zoé
- 2021 : Grand Paris Express de Martin Jauvat : Une fille à la gare
- 2022 : Mon p'tit papa de Mahaut Adam: Mira
- 2024 : Sam et Lola de Mahaut Adam :
- 2024 : Mensch de Luca Lellouche : Esther
- 2024 : Nous les singes de Clarence Larrivoire : la monitrice
- 2024 : Soleil gris de Camille Monnier : Charlie (voix)

#### Longs-métrages
- 2020 : Les Olympiades de Jacques Audiard : Leïla
- 2021 : Les Méchants de Mouloud Achour et Dominique Baumard : Ashley
- 2021 : La Cour des miracles de Carine May et Hakim Zouhani : Marion
- 2022 : Les Miens de Roschdy Zem : Anna
- 2023 : Grand Paris de Martin Jauvat : Une fille à la gare
- 2023 : Magnificat de Virginie Sauveur : Anne
- 2023 : Un coup de maître de Rémi Bezançon : Eugénie
- 2024 : Zénithal de Jean-Baptiste Saurel : Ninon
- 2025 : Baise-en-ville de Martin Jauvat : Safia
- 2025 : I Love Peru de Raphaël Quenard et Hugo David : Anaïde

#### Télévision
- 2020 : Amours solitaires (série télévisée) de Joris Goulenok : Paula
- 2020 : Family Business (série télévisée) d'Igor Gotesman : La vendeuse de l'animalerie
- 2020 : Clothilde fait un film (mini-série) de Mouloud Achour et Dominique Baumard : Clothilde
- 2023 : Pour 1€ j'écoute vos problèmes (série télévisée) de Thomas NGijol et Barbara Biancardini
- 2024 : LOL : qui rit, sort ! (émission télévisée), saison 4 : participation
- 2024 : Culte de Matthieu Rumani et Nicolas Slomka (mini-série) : Isabelle de Rochechouart
- 2024 : Iris de Doria Tillier (série télévisée) : Daphné

#### Podcast
- 2022 : Batman Autopsie réalisé par Douglas Attal sur un scénario de David S. Goyer : Kell

### Scénariste

#### Télévision
- 2020 : Clothilde fait un film (mini-série) de Mouloud Achour et Dominique Baumard (co-écriture)